# Henry Foster
Henry Foster (1796 — 5 de fevereiro de 1831) foi um oficial da marinha britânico. Participou de expedições ao Ártico e à Antártica, e realizou diversas observações científicas.

## Carreira
Foster nasceu em Woodplumpton, Lancashire, em 1797, e ainda jovem ingressou na Royal Marines. 
No início de sua carreira, Foster serviu a bordo do HMS York. Mais tarde, ele serviu a bordo do HMS Griper em 1823 como parte da Expedição Científica Naval Britânica ao Ártico liderada por Douglas Clavering. Ele ajudou o astrônomo Edward Sabine. Ele se tornou um membro da Royal Society.
Em 1824 como tenente, ele se juntou à expedição da Passagem do Noroeste liderada pelo Capitão William Edward Parry, a bordo do HMS Hecla. Ele fez várias observações científicas em magnetismo e astronomia e medições pendulares de gravidade, pelas quais compartilhou a Medalha Copley em 1827 e recebeu o posto de comandante. Mais tarde, em 1827, ele se juntou à Expedição Polar Norte Naval Britânica, novamente sob a liderança de Parry.
De 1828 a 1831, ele foi comandante do HMS Chanticleer e liderou a Expedição Naval Britânica ao Atlântico Sul, pesquisando as Ilhas Shetland do Sul e notavelmente a Ilha Decepção, na Península Antártica. A expedição tinha como objetivo fazer o levantamento das costas e formações terrestres, bem como determinar a direção das correntes oceânicas em ambos os hemisférios. Ele nomeou as Ilhas Wollaston do atual Chile, no arquipélago da Terra do Fogo, em homenagem ao químico britânico William Hyde Wollaston. Além de pesquisar costas e correntes oceânicas, Foster usou um pêndulo invariável de Kater para fazer observações sobre a gravidade. O levantamento incluiu o arquipélago e a ilha de Fernando de Noronha. Foster recebeu assistência considerável do governador, que permitiu que Foster usasse parte de sua própria casa para os experimentos do pêndulo. Ele publicou sua pesquisa em um livro de 1834, lançado postumamente.
Ele se afogou no rio Chagres, no Panamá, em 1831, depois de escorregar e cair no mar. Seu livro, publicado postumamente, foi considerado muito importante por causa de suas observações no hemisfério sul. Foi traduzido para o francês e republicado em 1849.

## Livros
- Relation of a Journey through the South Atlantic, made upon the Royal Corvette 'Chanticleer' during the Years 1828-1831 (London, 1834).[2]